# 傅元初
傅元初（？—？），字子訒，號幼心，又號渼溪，福建泉州府晉江縣人。

## 生平
萬曆四十三年（1615年）乙卯科福建乡试举人，崇祯元年（1628年）戊辰科進士，授江西浮梁县知县，擢授工科给事中，崇祯十一年正月，请开福建海禁，通市佐饷，命部议行之。时有考选翰林之命，行取者争奔竞，给事中陳啓新论之。帝怒，命吏部上访册，罪廷臣滥徇者。傅元初被革职闲住。 著《尚書撮義》四卷。

## 家族
祖父傅道唯，万历元年举人，官雲南副使。